# Golf de Cannes-Mougins
De Golf Country Club de Cannes-Mougins is een Franse golfclub in Mougins, enkele kilometers ten noorden van Cannes.
De golfclub werd in 1923 opgericht onder meer door Aga Khan III, prins Pierre van Monaco en baron Édouard de Rothschild. In 1948 werd de club voor het symbolische bedrag van Ffrs. 1 verkocht aan François André, eigenaar van verschillende casino's, waarna de club zijn oude glorie herkreeg. In 1977 werd de Cannes-Mougins Golf Country Club opgericht en werden er 500 aandelen verkocht. Peter Allis en Dave Thomas kregen vervolgens de opdracht de baan te renoveren. De baan heeft 18 holes en een par van 72. 

## Toernooien
Van 1984 t/m 1998 en in 2001 werd op deze baan het Cannes Open van de Europese PGA Tour gespeeld en on 2010 en 2011 de Cannes Mougins Masters van de Europese Senior Tour.
| Jaar                             | Winnaar                          | Land                             |
| Compagnie de Chauffe Cannes Open | Compagnie de Chauffe Cannes Open | Compagnie de Chauffe Cannes Open |
| -------------------------------- | -------------------------------- | -------------------------------- |
| 1984                             | David Frost                      | Zuid-Afrika                      |
| 1985                             | Robert Lee                       | Engeland                         |
| Suze Open                        |                                  |                                  |
| 1986                             | John Bland                       | Zuid-Afrika                      |
| 1987                             | Severiano Ballesteros            | Spanje                           |
| Cannes Open                      |                                  |                                  |
| 1988                             | Mark McNulty                     | Ierland                          |
| Credit Lyonnais Cannes Open      |                                  |                                  |
| 1989                             | Paul Broadhurst                  | Engeland                         |
| 1990                             | Mark McNulty                     | Ierland                          |
| 1991                             | David Feherty                    | NIR                              |
| 1992                             | Anders Forsbrand                 | Zweden                           |
| Air France Cannes Open           |                                  |                                  |
| 1993                             | Roger Davis                      | Australië                        |
| 1994                             | Ian Woosnam                      | Wales                            |
| 1995                             | André Bossert                    | Zwitserland                      |
| 1996                             | Raymond Russell                  | Schotland                        |
| Europe 1 Cannes Open             |                                  |                                  |
| 1997                             | Stuart Cage                      | Engeland                         |
| Cannes Open                      |                                  |                                  |
| 1998                             | Thomas Levet                     | Frankrijk                        |
| 2001                             | Jorge Berendt                    | Argentinië                       |

De oude naam van deze club is " St.Donat/Cannes Mandelieu".